# Hieracium cruentiferum
Hieracium cruentiferum es una especie de planta con flor del género Hieracium, de la familia Asteraceae, orden Asterales.

## Distribución
Hieracium cruentiferum se distribuye por Suecia, Finlandia y Rusia.

## Taxonomía
Fue descrita científicamente por (Norrl. & H. Lindb.) Brenner. Fue publicada en Acta Soc. Fauna Fl. Fenn.